# Glinus herniarioides
Rau đắng (danh pháp khoa học: Glinus herniarioides) là loài thực vật có hoa thuộc họ Bình cu (Molluginaceae) được François Gagnepain mô tả khoa học năm 1914 trong Notulae Systematicae. Herbier du Museum de Paris 3: 367 dưới danh pháp Mollugo herniarioides. Năm 1967 Marie Laure Tardieu chuyển nó sang chi Glinus.